# Brojce (gemeente)
De gemeente Brojce is een gemeente in powiat Gryficki. Aangrenzende gemeenten:
- Gryfice, Płoty en Trzebiatów (powiat Gryficki)
- Rymań en Siemyśl (powiat Kołobrzeski)

De zetel van de gemeente is in het dorp Brojce.
De gemeente beslaat 11,6% van de totale oppervlakte van de powiat.

## Demografie
Stand op 30 juni 2004:
| Omschrijving                   | Totaal | Totaal | Vrouwen | Vrouwen | Mannen | Mannen |
| ------------------------------ | ------ | ------ | ------- | ------- | ------ | ------ |
| eenheid                        | aantal | %      | aantal  | %       | aantal | %      |
| inwoners                       | 3687   | 100    | 1757    | 47,7    | 1930   | 52,3   |
| bevolkingsdichtheid (inw./km²) | 31,2   | 31,2   | 14,9    | 14,9    | 16,3   | 16,3   |

De gemeente heeft 6,1% van het aantal inwoners van de powiat. In 2002 bedroeg het gemiddelde inkomen per inwoner 1383,9 zł.

## Plaatsen
- Brojce (Duits Broitz, dorp)

Administratieve plaatsen (sołectwo) van de gemeente Brojce:
- Bielikowo, Dargosław, Darżewo, Kiełpino, Mołstowo, Pruszcz, Przybiernowo, Stołąż, Strzykocin, Tąpadły, Żukowo.

Zonder de status sołectwo : Cieszyce, Grąd, Łatno, Mołstówko, Raciborów, Smokęcino, Uniestowo.